# Laphystia sonora
Laphystia sonora är en tvåvingeart som beskrevs av Wilcox 1960. Laphystia sonora ingår i släktet Laphystia och familjen rovflugor. Inga underarter finns listade i Catalogue of Life.